# Inverzni element
Invêrzni elemênt ali invêrz je v algebri element, ki v povezavi z določeno računsko operacijo deluje obratno kot dani elemet a. Inverz elementa a na splošno označimo a−1.

## Definicija
V množici M naj bo definirana operacija *, ki ima nevtralni element e (to pomeni, da velja za poljuben a iz te množice: a * e = e * a = a).
Element a−1 je inverz elementa a glede na operacijo *, če velja: a * a−1 = a−1 * a = e.
Če velja samo  a * a−1 = e, pravimo, da je a−1 desni inverz elementa a; če velja samo  a−1 * a = e, pa pravimo, da je a−1 levi inverz elementa a. V splošnem ima a lahko samo levi ali pa tudi samo desni inverz, za matematiko pa je najzanimivejša situacija, ko je isti element levi in desni inverz hkrati - temu potem pravimo obojestranski inverz ali kratko samo inverz.
Če je operacija * asociativna in ima element a levi in desni inverz, potem mora biti to isti element in je enolično določen. Taka situacija nastopa npr. če je množica M grupa za operacijo *.

## Zgledi

### Inverz za seštevanje
Inverzni element za seštevanje po navadi imenujemo nasprotni element ali nasprotna vrednost in ga označimo −a. 
Velja: a + (−a) = (−a) + a = 0
Zgleda:
- Nasprotna vrednost števila 8 je število −8.
- Nasprotna vrednost vektorja {\displaystyle {\vec {x}}={\vec {AB}}} je vektor {\displaystyle -{\vec {x}}={\vec {BA}}}.

### Inverz za množenje
Inverzni element za množenje (v številskih množicah) po navadi imenujemo obratni element ali obratna vrednost (tudi recipročna vrednost) in ga označimo a−1 ali tudi {\displaystyle {\frac {1}{a}}}.
Zgled:
- Obratna vrednost števila {\displaystyle {\frac {2}{5}}} je {\displaystyle {\frac {5}{2}}}.

### Inverz za kompozitum
Inverzni element za kompozitum funkcij imenujemo inverzna funkcija. To je funkcija, ki deluje obratno kot dana funkcija.
Množenje matrik je pravzaprav samo drugo ime za kompozitum linearnih transformacij. Inverzna matrika A−1 predstavlja linearno transformacijo, ki deluje obratno kot dana matrika dimenzije n×n.
Zgleda:
- Inverz funkcije {\displaystyle f(x)=x^{3}\,\!} je funkcija {\displaystyle f^{-1}(x)={\sqrt[{3}]{x}}}.
- Inverz matrike {\displaystyle A={\begin{bmatrix}2&5\\1&3\end{bmatrix}}} je matrika {\displaystyle A^{-1}={\begin{bmatrix}3&-5\\-1&2\end{bmatrix}}}.